# Desa Medanglayang
Desa Medanglayang är en administrativ by i Indonesien.   Den ligger i provinsen Jawa Barat, i den västra delen av landet, 180 km sydost om huvudstaden Jakarta.